# 에미상

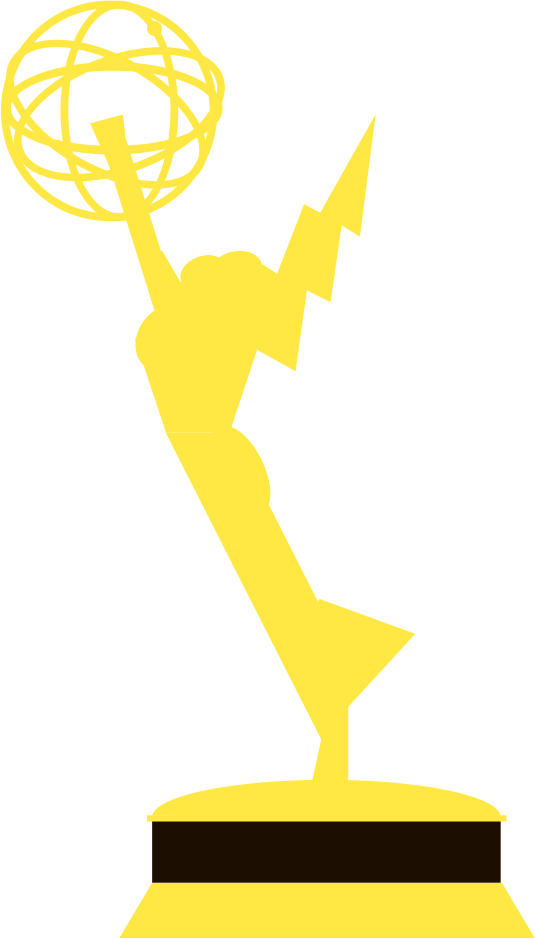
에미상 로고

에미상(영어: Emmy Awards)은 미국 텔레비전계 최고의 상이며, 미국의 4대 연예 시상식을 일컫는 EGOT 중 하나이다. 미국 텔레비전 예술과학 아카데미(ATAS)에서 설립했으며, 1949년 1월 25일에 초대 시상식이 개최되었다.
텔레비전 산업에 여러 방송부문이 있는 만큼 시상식 또한 다양한 부문으로 나누어 연내 다양한 시기에 개최되고 있다. 그 중 가장 대표적인 시상식은 프라임타임 에미상과 데이타임 에미상 시상식이며, 흔히 말하는 '에미상'은 프라임타임 에미상을 말한다. 앞선 두 시상식 외에 스포츠 에미상, 뉴스 다큐멘터리 에미상 등 여러 가지가 있으며, 미국 외 텔레비전 작품을 대상으로 한 국제 에미상도 있다.
여러 에미상 시상식의 주최는 미국 텔레비전 예술과학 아카데미(ATAS) 뿐만 아니라 미국 국립 텔레비전 예술과학 아카데미(NATAS)와 국제 텔레비전 예술과학 아카데미(IATAS) 등에서도 주최한다.

## 같이 보기
- 영국 아카데미 텔레비전상
- 스트리미 어워드
- TCA 어워드
- 로기상